# Maculabatis bineeshi
Maculabatis bineeshi is een vissensoort uit de familie van de pijlstaartroggen (Dasyatidae). De wetenschappelijke naam van de soort is voor het eerst geldig gepubliceerd in 2016 door Manjaji-Matsumoto & Last.